# José Rodríguez Carbonell
José Rodríguez Carbonell   (28 de març de 1959) és un judoka cubà, ja retirat, que va competir durant les dècades de 1970 i 1980.
El 1980 va prendre part en els Jocs Olímpics d'Estiu de Moscou, on guanyà la medalla de plata en la competició del pes extra lleuger del programa de judo. Va perdre la final contra el francès Thierry Rey.
En el seu palmarès també destaca una medalla d'or i una de bronze als Jocs Panamericans, una plata i un or al Campionat Panamericà de judo i deu campionats nacionals.